# 迈克尔·J·福克斯
米高·安德魯·福克斯（英語：Michael Andrew Fox，1961年6月9日—），以藝名迈克尔·J·福克斯（Michael J. Fox）的名稱為人所熟知，生於加拿大埃德蒙顿，是加拿大裔美國演员、作家、制作人、活动家和配音演员。他的代表作为电影《回到未来》三部曲和电视剧《天才家庭》、《政界小人物》（Spin City）。2022年榮獲第95屆奧斯卡金像獎簡·赫爾索特人道精神獎。从2000年开始，福克斯的工作主要是为电影配音，比如《精灵鼠小弟》和《亚特兰蒂斯：失落的帝国》。他还在一些电视剧集中客串，例如《波士顿法律》、《傲骨贤妻》、《实习医生风云》、《抑制热情》和《火线救援》等。此外，他还出版了三本书，分别为Lucky Man: A Memoir (2002)，Always Looking Up: The Adventures of an Incurable Optimist (2009)A 和Funny Thing Happened on the Way to the Future: Twists and Turns and Lessons Learned (2010)。
福克斯在1991年被诊断出患有帕金森氏症，并在1998年将这个情况公諸于众。在2000年他的疾病症状变得更加明显，因而从演艺舞台半退休。此后他成为积极推动帕金森氏症治疗研究的社会活动家，并且创建了迈克尔 J. 福克斯基金会帮助资助研究。恶化的症状迫使福克斯减少了他的活动，并导致他在仍是主要电影明星时重返《政界小人物》的电视节目。他最后的主要角色是在 NBC情景喜剧《迈克尔·J·福克斯秀》中。由于健康状况下降，福克斯于2020年正式退出演艺圈。
福克斯获得了五项黄金时段艾美奖、四项金球奖、两项美國演員工會獎和一项葛萊美獎。福克斯在2011年5月27日被授予加拿大勋章，以嘉奖他的宣传和筹款的工作，以及2000年入选加拿大星光大道和2002年好萊塢星光大道。2010年3月5日，瑞典卡罗林斯卡学院授予他医学荣誉博士学位，以嘉奖他在帕金森氏症治疗方面所做的积极倡导和在筹措资金方面的贡献。

## 演艺生涯

### 早期生涯
1961年6月9日，迈克尔·安德鲁·福克斯出生于加拿大，阿尔伯达省，埃德蒙顿市。他的母亲Phyllis的职业是演员兼工资结算员，父亲William Fox是加拿大军队的一名军官。由于父亲的职业，福克斯全家曾在加拿大的许多城镇居住过。当父亲于1971年退役后，全家最终定居于英属哥伦比亚省温哥华市郊的本拿比。他的父亲于1990年1月6日因心脏病去世。福克斯曾就读于本拿比中心中学，现在南本拿比中学有一座以他的名字命名的剧院。福克斯在15岁时，出演了由加拿大广播公司制作的电视剧集“Leo and Me”。1979年，18岁的他为追求表演事业的进一步发展而搬到洛杉矶。婚后不久，他决定回到温哥华。"Leo and Me"剧组成员中有四人在中年时患上帕金森氏症，福克斯是其中之一，如此高的患病比例引来许多调查，人们怀疑环境因素或许为病因之一。
福克斯被制作人Ronald Shedlo挖掘，使他得以在电影"Letters from Frank"中以“迈克尔·福克斯”这个名字在美国亮相。他原本想继续使用这个名字，但当他在演员工会注册时发现“迈克尔·福克斯”这个名字已经被另一位演员注册，由于需要避免混淆，演员的名字必须是唯一的，所以他需要想一个不同的名字。他不喜欢被叫做“安德鲁”或“安迪”福克斯，所以决定从别处找一个全新的中间名，最终选择了"J"以表达对演员Michael J. Pollard的尊敬。
　　

### 事业起步阶段
福克斯的最初银幕作品是1980年的"Midnight Madness"和1982年的"Class of 1984"，署名均为迈克尔·福克斯。此后不久，他开始在《家族的诞生》中饰演“年轻的共和党人”Alex P. Keaton，这部剧从1982年到1989年在NBC播出了七季。福克斯是在马修·布罗德里克不能出演的情况下得到了这个角色。《家族的诞生》被出售给电视网的广告词是“嬉皮的父母, 守旧的孩子”，起初该剧将父母设定为主角。但随着福克斯的表演受到欢迎，剧情从第四季逐渐转向以他的角色为焦点。在《家族的诞生》巅峰时期，全美三分之一的家庭每周都在收看这部剧。福克斯凭该剧在1986年、1987年和1988年连续三届赢得艾美奖，他还在1989年收获了金球奖。
《家族的诞生》的制作人之一Brandon Tartikoff觉得福克斯太矮了，以至于不像和饰演他父母的演员有血缘关系，曾经想替换他。据说Tartikoff曾说过“这不是那种你觉得可以印在午餐盒上的那种面孔”。在福克斯成功后，他送给Tartikoff一个定制的午餐盒，上面印着“给Brandon，用来装你的乌鸦。爱你的迈克尔 J. 福克斯。”Tartikoff在接下来在NBC工作的职业生涯里，始终在办公室保留着这个午餐盒。
在拍摄《家族的诞生》期间，福克斯遇到了他未来的妻子特瑞西·宝兰，她的角色是他的女友"Ellen"。当福克斯离开电视剧集《政界小人物》时，他的告别集从《家族的诞生》中引用了众多元素：在《家族的诞生》中扮演了Alex P. Keaton七年父亲的Michael Gross，在这里成为福克斯角色Mike Flaherty的治疗师，这里还借用了一位画面以外名为"Mallory"（《家族的诞生》中的妹妹）的角色。此外，当Flaherty成为华盛顿一名环保政策说客时，他遇到了一名来自俄亥俄州的保守党参议院，名叫Alex P. Keaton。在《政界小人物》的一集中，《家族的诞生》中饰演他母亲的Meredith Baxter来演过他在部剧集里的母亲。
　　

### 《回到未来》三部曲

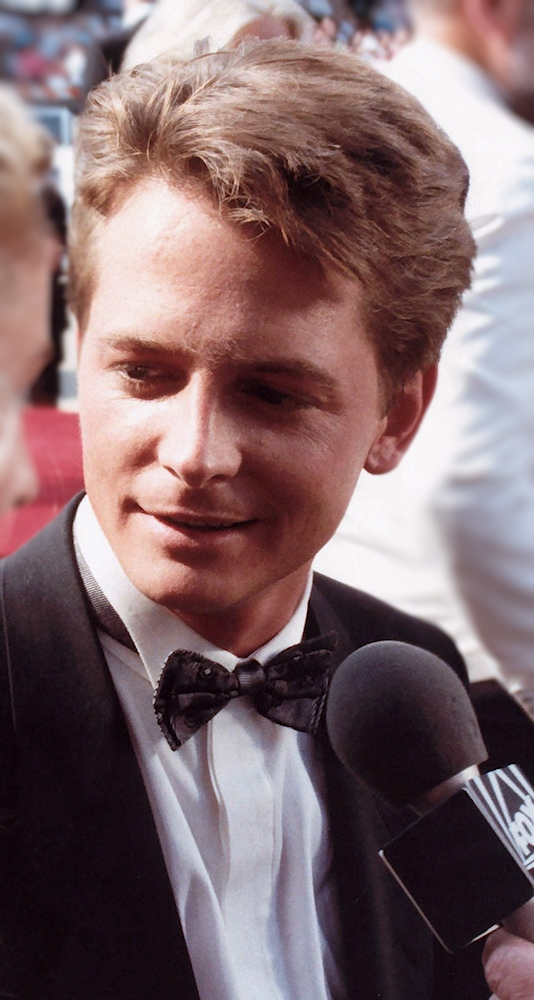
1988年，福克斯於第40屆艾美獎

《回到未来》讲述了青少年马蒂·麥佛萊，在一次意外中从1985年穿越到了1955年。他遇到了还在上高中的父母，意外地被自己的妈妈爱上了。于是马蒂必须在想办法回到1985年的同时，弥补自己对父母恋爱史造成的破坏。导演罗伯特·赞米基斯最初想请福克斯扮演马蒂，但《家族的诞生》制片人加里·戴维·古德伯格拒绝了赞米基斯，甚至不允许他接触福克斯，主要是因为他觉得怀孕的梅雷迪斯·巴克斯特要离开这个剧，而福克斯必须撑起她留下的空档。後來埃里克·斯托尔兹被选上飾演馬蒂并已开始拍摄，但赞米基斯觉得斯托尔兹的表演没有带来他所希望的那种幽默感。又因为梅雷迪斯·巴克斯特已经回归《家族的诞生》，福克斯有了更多的空档，赞米基斯很快用福克斯换掉了斯托尔兹。在该片拍摄期间，福克斯需要从上午10点到下午6点排练《家族的诞生》，然后赶到《回到未来》剧组，在那里排练和拍摄到凌晨2点半。这种时间表延续了足足两个月。《回到未来》获得了商业和口碑的双重成功，影片连续八周占据1985年北美票房排行榜首位，并最终在全球收获3.8亿美元票房，成為1985年最高票房的電影。《名利场》盛赞该片表演，甚至称福克斯和克里斯托弗·洛伊德对马蒂和布朗博士让人想起亚瑟王和梅林。该片后来又拍了两部同样成功的续作，1989年的《回到未来2》和1990年的《回到未来3》。

### 事业中期阶段

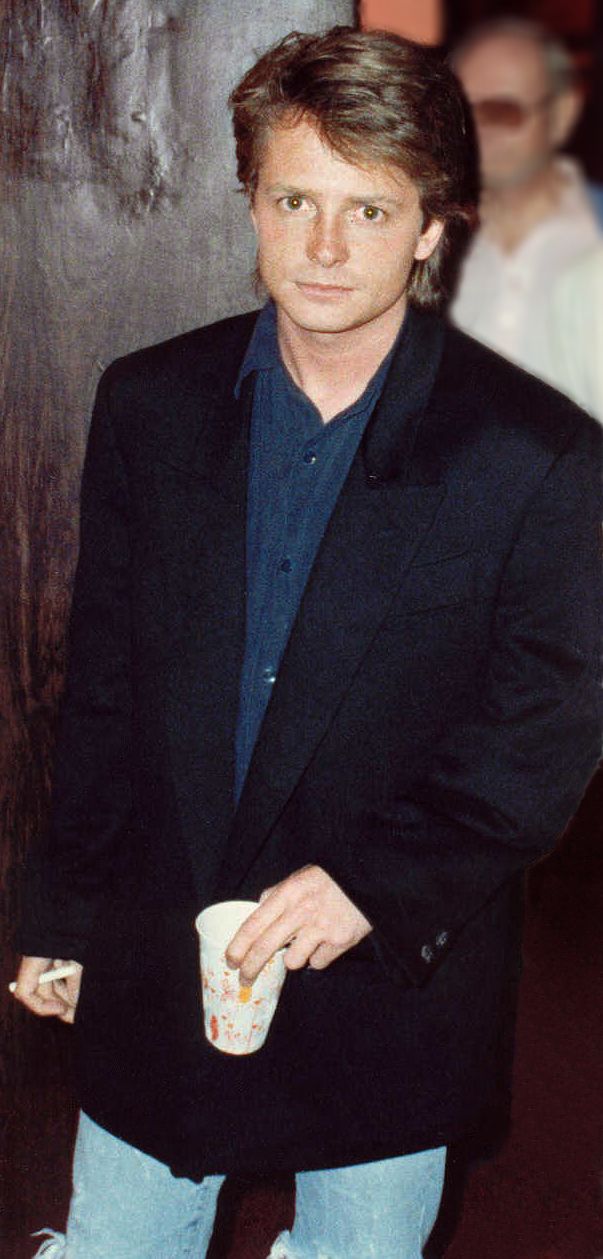
1987年，福克斯於第39屆艾美獎

在《回到未来》三部曲拍摄期间和拍摄后不久，福克斯主演了《十八歲之狼》（1985），《登龙有术》（1987），《成功的秘密》（1987），《灯红酒绿》（1988）和《越战创伤》(1989)。
在《成功的秘密》中，福克斯饰演一名刚从堪萨斯州立大学毕业后半到纽约的年轻人，在商界上上下下周旋。这部片取得了商業成功，全球票房达到1.1亿美元。罗杰·伊伯特在芝加哥太阳报上写到：“福克斯为影片带来一种相当绝望的感觉，看他在电影中体验情绪的大起大落，从情景喜剧到闹剧，从性喜剧到会议室的争斗。”
在《灯红酒绿》中，福克斯饰演了一名《纽约客》杂志的调查员，他经常整晚泡在充满酒精与毒品的酒吧裏。这部影片获得的口碑不一，《华盛顿邮报》的Hal Hinson批评福克斯说“他并不适合出演这个角色”。而罗杰·伊伯特赞扬了演员的表演：“福克斯作为领衔主演表现非常棒（他有一段带着醉态的长独白，可以说是他从影以来最好的表演）”。在拍摄《灯红酒绿》时，迈克尔和在《家族的诞生》中饰演他荧屏女友的特瑞茜·宝兰重逢。接下来福克斯出演了关于越南战争的战争片《越战创伤》，《越战创伤》并没有获得票房成功，但福克斯在刚刚离开《家族的诞生》一年后，摆脱了情景喜剧的套路式表演，勇于接受本片对表演的挑战，一如影片对道德发出的质问，而且和當時前途看好的西恩·潘演对手戏时平分秋色。
1991年，福克斯主演了浪漫喜剧《好莱坞医生》，讲述了一位颇具天赋并决定从事整形业的医生故事。他从华盛顿去往加州洛杉矶的途中，停留在了加州北部一个南方小镇上。文化信息周刊《Time Out》的Michael Caton-Jones将福克斯在本片中的表演形容为“难以置信的最棒发挥”。《小生当差》同样在1991年上映，福克斯饰演一名体验警察生活的好萊塢著名影星，他的师傅是詹姆斯·伍德饰演的警官。从1992年到1996年，他继续出演了一些电影，比如《小生护驾》（1993），《福星急转弯》（1993），《贪婪》（1994）。福克斯在1995年的政治题材影片《白宮奇緣》以及1996年的喜剧《火星人玩转地球》中饰演了配角。
后期比较有代表性的电影作品是《恐怖幽灵》。福克斯饰演的原本是名建筑师，后来有了灵媒的异能使他能够看见、听见鬼魂并能与其交流。在失去他的妻子之后，他利用自己的异能，通过捉鬼服务来骗钱。但来自地狱的一系列谋杀促使他去调查这种超自然现象。福克斯的表演获得了赞扬，《洛杉矶时报》的Kenneth Turan写道：“这部电影的演员同样令人愉悦。福克斯献上了很长一段时间里最好的表演，而翠尼·阿瓦拉多在这里看上去有点像安迪·麦克道威尔，演起这种有些狂躁的精神层面的东西并不费力。”
他在电影《看狗在说话》及其续集中为美国斗牛犬"Chance"配音，在《精灵鼠小弟》三部曲中为小老鼠斯图尔特配音，在《亚特兰蒂斯：失落的帝国》中为男主角邁羅戴奇配音。

### 《政界小人物》和事业后期阶段
《政界小人物》从1996年到2002年期间在美国电视新闻网ABC台播出。这部剧虚拟了一个管理纽约市的政府部门，由福克斯饰演从福特汉姆大学法学院毕业的纽约副市长Mike Flaherty。福克斯在2000年凭《政界小人物》拿到艾美奖，在1998年、1999年和2000年获得三座金球奖，在1999年和2000年获得两座演员工会奖。在《政界小人物》第三季播出期间，福克斯向剧组成员公开了他患有帕金森氏症，在第四季，他宣布从该剧退休，花更多时间陪伴家人。他表示会继续表演，还会以客串身份再次在《政界小人物》中出现（他在该剧最终季出现了至少三次）。在离开该剧时，他的角色被查理辛饰演的Charlie Crawford替代。《政界小人物》总共制作了145集，在福克斯出演该剧期间，他还与该剧的创始人Bill Lawrence和Gary David Goldberg共同作为该剧执行制片。
2004年，福克斯在剧集《实习医生风云》中客串了两集，饰演一位有严重强迫症的外科医生Kevin Casey，这部剧由《政界小人物》的创始人Bill Lawrence创作。2006年他在《波士顿法律》中客串了四集，饰演了一名患有肺癌的病人。该剧制片人在第三季开头便将这个角色召回，福克斯因在本剧中的客串获得艾美奖最佳客串提名。
2009年，他在电视剧集《火线救援》的五集客串为他带来了艾美奖最佳客串奖。从2000年开始，福克斯陆续出版了三本书，分别为2002年的“Lucky Man: A Memoir”，2009年的“Always Looking Up: The Adventures of an Incurable Optimist”，和2010年的“A Funny Thing Happened on the Way to the Future: Twists and Turns and Lessons Learned”。
他在2010年加拿大温哥华冬奥会闭幕禮上亮相，与威廉·夏特纳和凯瑟琳·欧·哈拉分别在“我是加拿大人”的环节中各自献上了一小段幽默演讲。
福克斯和德國名模Tatjana Patitz一起出现在卡尔蔡司AG的2011年日历中，采用的照片由布莱恩·亚当斯于2010年夏季在纽约拍摄。
和福克斯声音相似的A.J Locascio在2011版的冒險情節遊戲《回到未来》中为Marty McFly这个角色配音，福克斯允许自己的肖像被游戏使用。他还在游戏的大结局情节中客串了老年版的Marty和他的曾祖父Willie McFly.
2011年，福克斯在拉里·戴维的喜剧《抑制热情》第八季中饰演自己，戴维的角色成为纽约一座公寓的临时住户，而这座公寓正好是福克斯所居住的，矛盾在两人之间逐渐激化，正因此戴维坚信福克斯以自己的帕金森症为借口而向他使坏。
2012年8月20日，NBC电视台宣布福克斯将主演一档全新的喜剧“The Michael J. Fox Show”，很多内容取材于他的现实生活。该剧获得了NBC2013年秋季档22集的预订。

## 個人生活

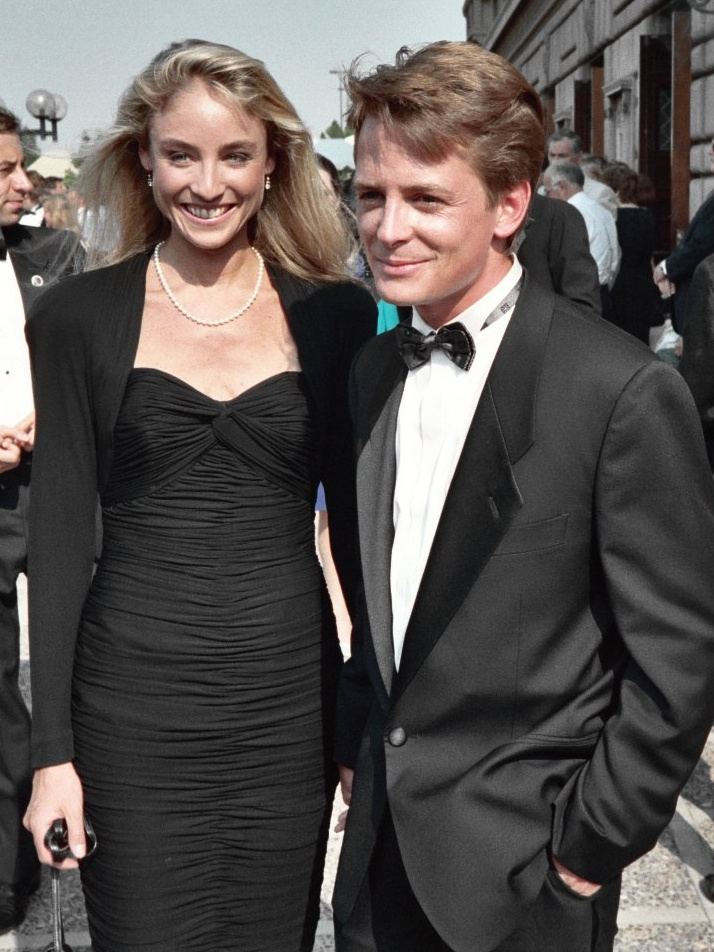
1988年8月，在结婚后不久的福克斯与特瑞西·宝兰在第40届黄金时段艾美奖颁奖典礼上。

福克斯和女演员特瑞西·宝兰于1988年7月16日在佛蒙特州阿灵顿的West Mountain Inn酒店结婚。这对夫妇育有四名子女，分别是Sam Michael（1989年5月30日出生），双胞胎Aquinnah Kathleen和Schuyler Frances（1995年2月15日出生），Esmé Annabelle（2001年11月3日出生）。福克斯拥有加拿大-美国双重国籍。2010年2月28日，福克斯在温哥华冬季奥运会闭幕式上带来了一段轻松愉快的演说，表达了他作为加拿大人的自豪心情。2010年6月4日，在不列颠哥伦比亚省本拿比市，福克斯被授予城市自由勋章。

## 疾病和社会活动
福克斯在1990年拍摄电影《回到未來3》與《好莱坞医生》时已然显现出帕金森氏症的早期症状，而实际上他在中年才被确诊为患有该疾病。在被告知患了帕金森之后，他比以前喝酒凶了很多，后来他寻求心理帮助并同时停止了饮酒。1998年，他决定将病情公之于众，而后他大力倡导帕金森氏症的研究事业。他创立了迈克尔·J·福克斯基金会来推动治疗帕金森氏症的科学研究，包括胚胎干细胞研究。
福克斯用药物Sinemet来控制他的帕金森症状，在1998年还接受过丘脑手术。在他的第一本书“Lucky Man”中，讲述了怎样在隐瞒病症七年之久后，他建立起迈克尔·J·福克斯基金会，戒酒并投身于帮助帕金森氏症的病人们。

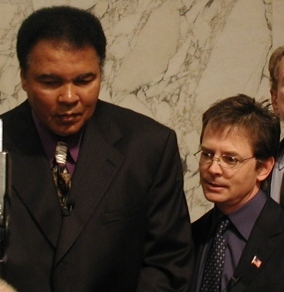
福克斯和穆罕默德·阿里于2002年在参议院委员会就为抗击帕金森氏症提供政府资金作证。

在“Lucky Man”中，福克斯写到他在1999年为参议院拨款会议上提供证词前没有服药：我故意选择在参加参议院拨款会议前没有服药。我觉得这个场合需要我发表关于这个疾病的影响的证词，关于我们这个群体感受到的紧迫性，和听到的同样重要，那些没有看到过我这种状态的人，这种转变需要受到某种程度上的震撼。
在2002年4月接受全国公共广播电台Fresh Air台采访时，福克斯解释了他在接受采访时如果症状出现会怎么做：
实际上我对犯错误的一侧更加注意——我想“犯错误”这个词比较准确——因为我可能会用药太多，人们可能会在一些采访中看到所出现的运动障碍情况，这是药物的作用。因为如果我完全表现出帕金森的症状，那么很多时候讲话是很困难的。那样讲话会很杂乱，而且很难在一个地方坐定。就是说，症状是不同的，所以我宁愿忍受运动障碍。与纯粹的帕金森症状相比，这种摆动和这样的持续已经是相当好的了。所以我一般不会在接受访问时出现纯粹的帕金森症状，因为我需要确定让体内有足够的信尼麦，在这种情况下也就意味着过量的。但对我来说，这是最好的了。所以这并不代表我每天的日常生活。有很多患有帕金森氏症的人对我说：“你用药太多了。”我说，其实吧，坐在拉里·金对面，然后再看看你想怎么做。
2006年，福克斯出现在密苏里州审计长Claire McCaskill竞选参议员的竞选广告中，与她竞争的是在任的州参议员Jim Talent。福克斯的支持体现了Claire McCaskill对干细胞研究的支持。在广告中，福克斯明显地显示出帕金森氏症的症状。
正像你们所知道的，我非常关注干细胞研究。在密苏里州，你可以选择Claire McCaskill，她可以将我获得治愈的希望得以延续。不幸的是，参议员Jim Talent反对扩大干细胞研究。Talent参议員甚至打算将此项给予我们希望的科学研究定为刑事犯罪。他们说所有政策都是地方性的，但并不完全是这样。你在密苏里州的选择关系到上百万美国人，像我一样的人们。——迈克尔·J·福克斯，Claire McCaskill竞选广告。
《纽约时报》称这是“多年来最有力的政治广告”，而且调查显示该则广告在选民中产生了明显的影响，从而使得McCaskill获胜。在福克斯的第二本书“Always Looking Up: The Adventures of an Incurable Optimist”中，讲述了他1999年到2009年的生活，很多内容是围绕着福克斯是怎样为了干细胞研究而参与选举事务的。2009年5月31日，福克斯和Oz博士一起出现在奥普拉秀节目上，对公众畅谈他的状态，他的书，他的家庭，和将于2009年5月7黄金时间播出的特别节目“Michael J. Fox: Adventures of an Incurable Optimist”。
福克斯的努力使他的名字被《时代》杂志列入2007年“影响世界的100位最具影响力、才华和道德榜样”。在2010年3月5日，福克斯获得瑞典卡罗琳斯卡学院授予荣誉博士学位，从而表彰他他对帕金森氏症研究事业所做的贡献。他还获得了哥伦比亚大学授予的荣誉法学博士学位。
2012年5月31日，他获得了哥伦比亚大学司法研究所授予的荣誉法学博士学位，该荣誉意在表彰他作为演员的成就，同时也包括他为帕金森氏症的研究资金的筹集和社会认知度的提升方面所做的卓越贡献。福克斯回忆了在他演艺生涯之初，正是在这家研究所拍过戏，他饰演的角色在这里接受警察训练。
2016年，他的组织迈克尔 J. 福克斯基金会为了帮助帕金森病研究而举办了一场抽奖活动，以提高人们对帕金森病的认识，并在耐克的帮助下通过两场拍卖（一场在香港，另一场在伦敦）筹集了$675万美元。

## 影視作品
雖然福克斯以出演喜劇片聞名，但他亦曾出演不少劇情片。

### 電影
| 年份 | 影片                         | 影片               | 角色 | 備註               |
| 年份 | 中文譯名                     | 原名               | 角色 | 備註               |
| ---- | ---------------------------- | ------------------ | --- | ------------------ |
| 1980 |                              |                    | 史考特 Scott |                    |
| 1982 |                              |                    | 亞瑟 Arthur |                    |
| 1985 | 《回到未來》                 | Back to the Future | 馬蒂·麥佛萊 Marty McFly                                                                                                 |                    |
| 1985 | 《十八歲之狼》               |                    | 史考特·霍華 Scott Howard                                                                                                |                    |
| 1987 | 《登龍有術》                 |                    | 喬·拉斯尼克 Joe Rasnick                                                                                                 |                    |
| 1987 | 《成功的秘密》               |                    | 布蘭特萊·福斯特/卡爾頓·懷特菲爾德 Brantley Foster/Carlton Whitfield                                                     |                    |
| 1988 | 《燈紅酒綠》                 |                    | 傑米·康威 Jamie Conway                                                                                                  |                    |
| 1989 | 《越戰創傷》                 |                    | PFC. Eriksson |                    |
| 1989 | 《回到未來續集》             |                    | 馬蒂·麥佛萊、馬蒂·麥佛萊一世、馬蒂·麥佛萊二世、瑪琳·麥佛萊 Marty McFly, Marty McFly Sr., Marty McFly Jr., Marlene McFly |                    |
| 1990 | 《回到未來第三集》           |                    | 馬蒂·麥佛萊、西繆斯·麥佛萊 Marty McFly, Seamus McFly                                                                    |                    |
| 1991 | 《小生當差》                 |                    | Nick Lang/Ray Casanov                                                                                                   |                    |
| 1991 | 《好萊塢醫生》               |                    | 班傑明·史東醫生 Dr. Benjamin Stone                                                                                      |                    |
| 1993 | 《看狗在說話》               |                    | Chance | 配音               |
| 1993 | 《福星急轉彎》               |                    | 麥可（麥奇）·查普曼 Michael "Mikey" Chapman                                                                             |                    |
| 1993 | 《小生護駕》                 |                    | 道格·愛爾蘭 Doug Ireland                                                                                                |                    |
| 1993 | 《大河控訴》                 |                    | 克萊頓·方斯華斯 Clayton Farnsworth                                                                                      |                    |
| 1994 | 《謀財真要命》               |                    | 丹尼爾·麥克提格 Daniel McTeague                                                                                         |                    |
| 1995 | 《煙的蔓延》                 |                    | 彼特·馬洛尼 Pete Maloney                                                                                                |                    |
| 1995 | 《殺手不易當》               |                    | 提姆·亞歷山大 Tim Alexander                                                                                             | 兼任監製           |
| 1995 | 《白宮奇緣》                 |                    | 路易斯·羅斯查爾德 Lewis Rothschild                                                                                      |                    |
| 1996 | 《看狗在说话之旧金山历险记》 |                    | Chance | 配音               |
| 1996 | 《恐怖幽灵》                 |                    | 法蘭克·班尼斯特 Frank Bannister                                                                                         |                    |
| 1996 | 《星戰毀滅者》               |                    | 傑森·史東 Jason Stone                                                                                                   |                    |
| 1999 | 《一家之鼠》                 |                    | Stuart Little | 配音               |
| 2001 | 《失落的帝國》               |                    | 邁羅·詹姆斯·戴奇 Milo James Thatch                                                                                      | 配音               |
| 2002 | 《神采公路》                 |                    | 貝克先生 Mr. Baker |                    |
| 2002 | 《一家之鼠2》                |                    | Stuart Little | 配音               |
| 2005 | 《一家之鼠3》                |                    | Stuart Little | 配音 Direct-to-DVD |

### 電視
| 年份      | 劇集           | 劇集                                               | 角色                                              | 備註                                                  |
| 年份      | 中文譯名       | 原名                                               | 角色                                              | 備註                                                  |
| --------- | -------------- | -------------------------------------------------- | ------------------------------------------------- | ----------------------------------------------------- |
| 1973      |                |                                                    |                                                   | Episode: "Truck Logger"                               |
| 1977      |                |                                                    |                                                   | Episode: "The Master"                                 |
| 1979      |                | Letters from Frank                                 | 瑞奇 Ricky                                        | CBS 电视电影                                          |
| 1979      |                |                                                    | 保羅·史東 Paul Stone                              | Episode: "Kids"                                       |
| 1980      |                | Palmerstown, U.S.A.                                | Willy-Joe Hall                                    |                                                       |
| 1980      |                |                                                    | 理查·托波爾 Richard Topol                         | Episode: "Such a Fine Line"                           |
| 1980      |                | Trouble in High Timber Country                     | 湯瑪斯·艾爾斯頓 Thomas Elston                     | ABC 电视电影                                          |
| 1981      |                |                                                    | 艾略特·史懷哲 Elliot Schweitzer                   | Episode: Brain Child                                  |
| 1981      |                |                                                    | 傑米 Jamie                                        | Produced in 1976; was not televised on CBC until 1981 |
| 1982–1989 | 《一家親》     |                                                    | 亞歷克斯·P·基頓 Alex P. Keaton                    |                                                       |
| 1983      |                |                                                    |                                                   | Episode: "I Like to Be in America..."                 |
| 1983      |                |                                                    | 傑-傑·曼納斯 Jay-Jay Manners                      | NBC 电视电影/TV-Pilot                                 |
| 1984      |                |                                                    | 愛迪·辛姆斯 Eddie Simms                           | Episode: "Santa Goes Downtown"                        |
| 1984      |                | The Homemade Comedy Special                        | Host                                              | NBC TV-Special                                        |
| 1985      |                |                                                    | 丹尼斯·巴克斯特 Dennis Baxter                     | NBC 电视电影                                          |
| 1986      |                | David Letterman's 2nd Annual Holiday Film Festival |                                                   | NBC TV-Special Segment: The Iceman Hummeth            |
| 1988      |                |                                                    | 亞歷克斯·P·基頓 Alex P. Keaton (a flashback clip) | TV-Special                                            |
| 1990      |                | Sex, Buys & Advertising                            |                                                   | TV-Special                                            |
| 1991      | 《週末夜現場》 |                                                    | Host                                              | Episode: "Michael J. Fox/The Black Crowes"            |
| 1991      |                |                                                    | Prosecutor                                        | Episode: "The Trap"                                   |
| 1994      |                |                                                    | 亞克賽爾·麥吉 Axel Magee                          | ABC TV-Movie                                          |
| 1996–2001 | 《政界小人物》 |                                                    | 麥克·佛萊赫蒂 Mike Flaherty                       | Season 1 - 4                                          |
| 2002      |                |                                                    | Gandhi's Remaining Kidney                         | Voice Role "Escape to Beer Mountain: A Rope of Sand"  |
| 2004      |                |                                                    | Dr. Kevin Casey                                   | Episode: "My Catalyst" Episode: "My Porcelain God"    |
| 2006      | 《波士顿法律》 |                                                    | 丹尼爾·波斯特 Daniel Post                         |                                                       |
| 2009      |                |                                                    | 德懷特 Dwight                                     | Emmy Award for Outstanding Guest Actor – Drama Series |
| 2010–2013 | 《傲骨賢妻》   |                                                    | 路易·坎寧 Louis Canning                           |                                                       |
| 2013      | 主播一家親     |                                                    | 自己                                              |                                                       |
| 2017–2018 | 《指定幸存者》 |                                                    | 伊森 · 威斯特 Ethan West                          |                                                       |

## 提名及獲獎
土星奖
- 1986: 获奖, Best Actor - 《回到未來》
- 1997: 提名, Best Actor - 《恐怖幽灵》

加拿大星光大道
- 2000年
- 2002年

格莱美奖
- 2010年，最佳朗读专辑——Always Looking Up: Adventures of An Incurable Optimist

荣誉学位
- 2008年，纽约大学美术学院美学荣誉博士学位；
- 2008年，哥伦比亚大学法学荣誉博士学位；
- 2010年，瑞典卡罗琳斯卡学院授予荣誉博士学位；
- 2012年，哥伦比亚大学司法研究所法学荣誉博士学位。

金球奖
- 1986年：提名，喜剧/音乐类电视剧集最佳男演员奖——《家族的诞生》
- 1986年：提名，喜剧/音乐类电影最佳男演员奖——《回到未来》
- 1987年：提名，喜剧/音乐类电视剧集最佳男演员奖——《家族的诞生》
- 1988年：提名，喜剧/音乐类电视剧集最佳男演员奖——《家族的诞生》
- 1989年：获奖，喜剧/音乐类电视剧集最佳男演员奖——《家族的诞生》
- 1997年：提名，喜剧/音乐类电视剧集最佳男演员奖——《政界小人物》
- 1998年：获奖，喜剧/音乐类电视剧集最佳男演员奖——《政界小人物》
- 1999年：获奖，喜剧/音乐类电视剧集最佳男演员奖——《政界小人物》
- 2000年：获奖，喜剧/音乐类电视剧集最佳男演员奖——《政界小人物》

艾美奖
- 1985年：提名，喜剧类电视剧集最佳男配角奖——《家族的诞生》
- 1986年：获奖，喜剧类电视剧集最佳男主角奖——《家族的诞生》
- 1987年：获奖，喜剧类电视剧集最佳男主角奖——《家族的诞生》
- 1988年：获奖，喜剧类电视剧集最佳男主角奖——《家族的诞生》
- 1989年：提名，喜剧类电视剧集最佳男主角奖——《家族的诞生》
- 1997年：提名，喜剧类电视剧集最佳男主角奖——《政界小人物》
- 1998年：提名，喜剧类电视剧集最佳男主角奖——《政界小人物》
- 1999年：提名，喜剧类电视剧集最佳男主角奖——《政界小人物》
- 2000年：获奖，喜剧类电视剧集最佳男主角奖——《政界小人物》
- 2006年：提名，情节剧类最佳客串男演员——《波士顿法律》
- 2009年：获奖，情节剧类最佳客串男演员——《火线救援》；提名，最佳非戏剧类节目——Michael J. Fox: Adventures of an Incurable Optimist (2008) (TV)
- 2011年：提名，情节剧类最佳客串男演员——《傲骨贤妻》
- 2012年：提名，喜剧剧类最佳客串男演员——《抑制热情》
- 2012年：提名，情节剧类最佳客串男演员——《傲骨贤妻》
- 2013年：待定，情节剧类最佳客串男演员——《傲骨贤妻》

人民选择奖
- 1986年：提名，最受喜爱的电视男演员
- 1987年：提名，最受喜爱的电视男演员
- 1988年：提名，最受喜爱的电视男演员
- 1989年：提名，最受喜爱的电视男演员
- 1997年：获奖，最受喜爱的电视新剧男演员；提名，最受喜爱的电视男演员
- 1999年：提名，最受喜爱的电视男演员
- 2012年：提名，最受喜爱的电视剧客串明星——《傲骨贤妻》

卫星奖
- 1997年：提名，喜剧/音乐类电视剧集最佳男演员奖——《政界小人物》
- 1998年：提名，喜剧/音乐类电视剧集最佳男演员奖——《政界小人物》
- 1999年：提名，喜剧/音乐类电视剧集最佳男演员奖——《政界小人物》

土星奖
- 1985年：最佳男主角——《回到未来》

演员工会奖
- 1999年：获奖，喜剧类电视剧集最佳男演员奖——《政界小人物》
- 2000年：获奖，喜剧类电视剧集最佳男演员奖——《政界小人物》

## 著作
- Fox, Michael J. . New York: Hyperion. 2002. ISBN 978-0-7868-6764-6. michael j fox.
- Fox, Michael J. . New York: Hyperion. 2009. ISBN 978-1-4013-0338-9. michael j fox.
- Fox, Michael J. . New York: Hyperion. 2010. ISBN 978-1-4013-2386-8. michael j fox.